# Lubnowy Małe (gromada)
Lubnowy Małe – dawna gromada, czyli najmniejsza jednostka podziału terytorialnego Polskiej Rzeczypospolitej Ludowej w latach 1954–1972.
Gromady, z gromadzkimi radami narodowymi (GRN) jako organami władzy najniższego stopnia na wsi, funkcjonowały od reformy reorganizującej administrację wiejską przeprowadzonej jesienią 1954 do momentu ich zniesienia z dniem 1 stycznia 1973, tym samym wypierając organizację gminną w latach 1954–1972.
Gromadę Lubnowy Małe z siedzibą GRN w Lubnowach Małych utworzono – jako jedną z 8759 gromad na obszarze Polski – w powiecie suskim w woj. olsztyńskim na mocy uchwały nr 26 WRN w Olsztynie z dnia 4 października 1954. W skład jednostki wszedł obszar dotychczasowej gromady Lubnowy Małe, ponadto miejscowość Pachutki z dotychczasowej gromady Jakubowo oraz miejscowość Bornice z dotychczasowej  gromady Bornice, ze zniesionej gminy Różnowo w tymże powiecie. Dla gromady ustalono 9 członków gromadzkiej rady narodowej.
1 stycznia 1959 powiat suski przemianowano na powiat iławski.
Gromadę zniesiono 1 stycznia 1960, a jej obszar włączono do gromad Różnowo (wieś Bornice) i Obrzynowo (wsie Lubnowy Małe i Lubnowy Wielkie oraz osady Janowo i Pachutki) w tymże powiecie.